# Relaciones San Marino-Unión Europea
Las relaciones San Marino-Unión Europea son las relaciones internacionales entre la Unión Europea y la Serenísima República de San Marino. Las relaciones comenzaron en febrero de 1983.

## Acuerdos
San Marino no es parte del Acuerdo de Schengen, sin embargo, tiene una frontera abierta con la UE (aunque se realizan algunos controles policiales al azar) y ha tenido una unión aduanera con la UE (desde 1991, incluidos los productos agrícolas desde 2002). San Marino y la UE también han concluido un acuerdo sobre impuestos al ahorro.
A través de un acuerdo monetario, San Marino usa el euro como su única moneda (anteriormente usaba la lira sanmarinense, a la par con la lira italiana) y se le permite acuñar un número limitado de monedas en sí con su propio diseño. Hubo 3 acuerdos entre San Marino y la UE entre 2001 y 2007 sobre una mayor integración fiscal, y como resultado de estos acuerdos, la República de San Marino ahora disfruta de una mayor autonomía y la capacidad de acuñar sus propias monedas.

## Integración futura
En noviembre de 2012, después de que el Consejo de la Unión Europea pidiera una evaluación de las relaciones entre los microestados y la Unión Europea con los microestados europeos soberanos de Andorra, Mónaco y San Marino, que ellos describieron como "fragmentados".
 La Comisión Europea publicó un informe en el que se exponían las opciones para su ulterior integración en la UE. A diferencia de Liechtenstein, que es miembro del Espacio Económico Europeo (EEE) a través de la Asociación Europea de Libre Comercio (AELC) y del Acuerdo de Schengen, las relaciones con estos tres estados se basan en una recopilación de acuerdos que abarquen cuestiones específicas. El informe examinó cuatro alternativas a la situación actual: 1) un enfoque sectorial con acuerdos separados con cada estado que abarcan todo un área de política; 2) un acuerdo marco de asociación global y multilateral con los tres estados; 3) membresía al EEE; 4) membresía a la UE. La Comisión argumentó que el enfoque sectorial no abordaba las cuestiones principales y seguía siendo innecesariamente complicado, mientras que la adhesión a la UE fue rechazada en un futuro próximo porque "las instituciones de la UE no están actualmente adaptadas a la adhesión de esos países de tamaño reducido". Las restantes opciones, la afiliación a la AEMA y una FAA con los estados, resultaron viables y fueron recomendadas por la Comisión. En respuesta, el Consejo pidió que prosiguieran las negociaciones con los tres microestados sobre la ulterior integración y que se preparara un informe para finales de 2013 detallando las consecuencias de las dos alternativas viables y recomendaciones sobre la manera de proceder.
Dado que actualmente los miembros de la AELC sólo están abiertos a los miembros de la AELC o de la UE, se requiere el consentimiento de los Estados miembros de la AELC para que los microestados se unan al EEE sin pasar a ser miembros de la UE. En 2011, Jonas Gahr Støre, el entonces Ministro de Relaciones Exteriores de Noruega, que es un Estado miembro de la AELC, dijo que la pertenencia de la AELC / EEE a los microestados no era el mecanismo apropiado Para su integración en el mercado interior debido a sus diferentes requisitos de países grandes como Noruega, y sugirió que una asociación simplificada sería más adecuada para ellos. Espen Barth Eide, el sucesor de Støre, respondió al informe de la Comisión a finales de 2012 cuestionando si los microestados tienen capacidad administrativa suficiente para cumplir con las obligaciones de la membresía en el EEE. Sin embargo, declaró que Noruega estaba abierta a la posibilidad de ser miembros de la AELC para los microestados si decidieran presentar una solicitud y que el país no había tomado una decisión definitiva al respecto. Pascal Schafhauser, Consejero de la Misión de Liechtenstein ante la UE, dijo que Liechtenstein, otro Estado miembro de la AELC, estaba dispuesto a discutir la adhesión de la EEA a los microstatos siempre que su incorporación no obstaculizara el funcionamiento de la organización. Sin embargo, sugirió que se debía considerar la opción de afiliación directa en el EEE a los microestados, fuera de la AELC y de la UE.

### Membresía completa
A partir de 2006, la oposición de izquierda Alianza Popular estaba a favor de unirse a la UE, mientras que el gobernante Partido Demócrata Cristiano Sanmarinense se opuso.
En 2010, el Parlamento encargó al gobierno que iniciara negociaciones para una mayor integración con la Unión Europea, y posteriormente un grupo técnico preparó un informe sobre la membresía de la UE y el EEE.
Se lanzó una campaña en 2010 con el objetivo de recolectar suficientes firmas para forzar un referéndum sobre la membresía de la UE para San Marino. La Junta de Garantes aprobó el referéndum el 15 de noviembre de 2010. y el referéndum se fijó para el 27 de marzo de 2011. Sin embargo, después de que el gobierno envió una carta al Presidente de la Comisión Europea solicitando "negociaciones abiertas encaminadas a lograr una mayor integración de la República de San Marino en el Nivel europeo "el 20 de enero de 2011, El gobierno argumentó que el referéndum debería cancelarse ya que la cuestión había sido resuelta, a pesar de que la carta no solicitaba la membresía plena en la UE para San Marino. La Junta de Garantes aceptó este argumento y canceló el referéndum el 24 de febrero.
El 7 de julio de 2011, el Gran Consejo General rechazó los pedidos de solicitud de membresía plena en la UE, y en su lugar aprobó una agenda que pedía nuevas negociaciones para mejorar la integración de San Marino con la UE, sin excluir la posibilidad de membresía en el futuro.
Una segunda campaña también logró reunir suficientes firmas para un referéndum sobre la membresía en la UE. El 23 de julio de 2013, el Capitán Regente fijó la fecha del referéndum para el 20 de octubre de 2013. Aunque una mayoría votó a favor, una baja participación significó que no se alcanzó el quórum del 32% de los votantes registrados que votaron a favor, lo que significa que la propuesta fue rechazada.